# Символ, Семён Петрович
Семён Петрович Символ — советский хозяйственный, государственный и политический деятель, Герой Социалистического Труда.

## Биография
Родился в 1 сентября 1904 году в селе Подлипное Конотопского района Сумской области, украинец, в семье бедняка-крестьянина, был членом Коммунистической партии Советского Союза.
1928—1929 — был инструктором окружного Комитета союза сельскохозяйственных рабочих города Конотопа.
1929—1931 — был старшим инструктором Центрального комитета союза сельхозрабочих г. Москвы.
1931—1941 — был командиром запаса в Красной Армии.
1941—1945 — принимал участие в Великой Отечественной войне, как комиссар роты, батальона, полка и старшего инспектора политуправления фронта и встретил Победу в звании майор.
После войны до 1960 был директором совхоза «Забойщик» Лисичанского района Луганской области.
Будучи директором совхоза «Забойщик» ему было присвоено звание Героя Социалистического Труда за исключительного высокие показатели в деле поднятия животноводства. Кроме этого он был награждён орденом Ленина и орденом Трудового Красного Знамени, Знаком Почета и шестью медалями.
Скончался 4 июля 1982 года.